# Шукаю протекції
«Шукаю протекції» (інша назва: «Протекція») — радянський художній фільм 1932 року, знятий режисером Борисом Казачковим на кіностудії «Росфільм».

## Сюжет
Про ліквідацію безробіття в СРСР. Фільм про те, як підприємливий молодик, видаючи себе за родича начальства, домагається різних благ в житті.

## У ролях
- Андрій Кострічкин — Осєчкін
- Дмитро Зайцев — завідувач особовим столом
- Євгенія Пирялова — Гущина

## Знімальна група
- Режисер — Борис Казачков
- Сценаристи — Борис Казачков, Л. Глюзман
- Оператор — Анатолій Погорєлий
- Художник — Костянтин Бондаренко